# Aimé Joseph Denis Félicité Pessonneaux du Puget
Pour les articles homonymes, voir Pessonneaux.
Aimé Joseph Denis Félicité Pessonneaux du Puget, né le 9 juin 1797 à Marseille (Bouches-du-Rhône) et mort le 19 août 1877 à Puget-Ville (Var), est un homme politique, ancien maire de Toulon. 

## Biographie
Aimé-Joseph-Denis-Félicité Pessonneaux du Puget naît le 21 prairial an V (9 juin 1797) à Marseille. Il est le fils de Mathieu Maurice Pessoneaux, négociant, et de son épouse, Marie Josèphe Hippolyte de Geoffroy d'Antrechaux. 
Ancien officier du génie, il est membre du conseil général du Var entre 1845 et 1848, puis entre 1852 et 1861, représentant le canton de Cuers. Il est maire de Toulon entre 1860 et 1861.
Il est nommé chevalier de la Légion d'honneur le 12 août 1859.
Il meurt le 19 août 1877 à Puget-Ville.